# Discografia de CNCO
A discografia da boy band latino-americana CNCO consiste em dois álbuns de estúdio e sete singles, incluindo três como artista convidado. O grupo ganhou reconhecimento internacional após o lançamento do single "Reggaetón Lento (Bailemos)", de seu álbum de estúdio de estreia Primera Cita.

## Álbuns de estúdio
| Título       | Detalhes do álbum de estúdio                                                                      | Melhores posições nas paradas | Melhores posições nas paradas | Melhores posições nas paradas | Melhores posições nas paradas | Melhores posições nas paradas | Melhores posições nas paradas | Melhores posições nas paradas | Vendas       | Certificações                                          |
| Título       | Detalhes do álbum de estúdio                                                                      | US                            | US Latin                      | ARG                           | MEX                           | SPA                           | URU                           | POR                           | Vendas       | Certificações                                          |
| ------------ | ------------------------------------------------------------------------------------------------- | ----------------------------- | ----------------------------- | ----------------------------- | ----------------------------- | ----------------------------- | ----------------------------- | ----------------------------- | ------------ | ------------------------------------------------------ |
| Primera Cita | - Lançamento: 26 de agosto de 2016 - Gravadora: Sony Music Latin - Formatos: CD, download digital | 39                            | 1                             | 6                             | 15                            | 24                            | 4                             | 22                            | - US: 11.000 | - AMPROFON: Ouro - ASINCOL: Ouro - RIAA: Ouro (Latino) |
| CNCO         | Lançamento: 06 de Abril de 2018 Gravadora: Sony Music Latin Formatos: CD, Download Digital        | 33                            | 1                             | 1                             | 2                             | 3                             | 10                            | 11                            |              |                                                        |

## Extended Plays
| Título            | Detalhes | posições | posições | posições | posições | posições | posições | posições |
| Título            | Detalhes | US       | US Latin | ARG      | MEX      | SPA      | URU      | POR      |
| ----------------- | --- | -------- | -------- | -------- | -------- | -------- | -------- | -------- |
| Que Quiénes Somos | Lançamento: 11 de Outubro de 2019 Gravadora: Sony Music Latina Formato: Cd, Download Digital Lista de Músicas Listaa de Músicas: - 1. "De Cero" - 2. "Pegao" (with Manuel Turizo) - 3. "Qué Va a Ser de Mí" - 4. "La Ley" - 5. "Ya Tú Sabes" - 6. "De Mí" - 7. "Tóxica" |          |          |          |          |          |          |          |

## Singles

### Como artista principal
| Título                                                                                          | Ano  | Melhores posições nas paradas | Melhores posições nas paradas | Melhores posições nas paradas | Melhores posições nas paradas | Melhores posições nas paradas | Melhores posições nas paradas | Melhores posições nas paradas | Melhores posições nas paradas | Melhores posições nas paradas | Melhores posições nas paradas | Certificações                                                                         | Álbum        |
| Título                                                                                          | Ano  | US                            | US Latin                      | US Latin Pop                  | ARG                           | COL                           | ITA                           | MEX                           | SPA                           | VEN                           | POR                           | Certificações                                                                         | Álbum        |
| ----------------------------------------------------------------------------------------------- | ---- | ----------------------------- | ----------------------------- | ----------------------------- | ----------------------------- | ----------------------------- | ----------------------------- | ----------------------------- | ----------------------------- | ----------------------------- | ----------------------------- | ------------------------------------------------------------------------------------- | ------------ |
| "Tan Fácil" (solo ou com Wisin)                                                                 | 2016 | —                             | 5                             | 2                             | —                             | —                             | —                             | 41                            | 76                            | 85                            | —                             | - PROMUSICAE: Ouro - RIAA: 3× Platina (Latino)                                        | Primera Cita |
| "Quisiera"                                                                                      | 2016 | —                             | 26                            | 9                             | —                             | —                             | —                             | 44                            | —                             | —                             | —                             | - RIAA: 2× Platina (Latino)                                                           | Primera Cita |
| "Reggaetón Lento (Bailemos)"                                                                    | 2016 | —                             | 6                             | 1                             | 2                             | 6                             | 55                            | 1                             | 2                             | 49                            | 58                            | - CAPIF: Platina - FIMI: Platina - PROMUSICAE: 5× Platina - RIAA: 5× Platina (Latino) | Primera Cita |
| "Para Enamorarte"                                                                               | 2016 | —                             | —                             | —                             | —                             | —                             | —                             | —                             | —                             | —                             | —                             | - RIAA: Ouro (Latino)                                                                 | Primera Cita |
| "Hey DJ" (solo ou com Yandel)                                                                   | 2017 | —                             | 15                            | 5                             | 6                             | 35                            | —                             | 3                             | 6                             | 57                            | 98                            | - PROMUSICAE: Platina                                                                 | ASA          |
| “Reggaetón Lento (Remix)” (Com Little Mix)                                                      | 2017 |                               |                               |                               |                               |                               |                               |                               |                               |                               |                               |                                                                                       |              |
| "—" indica um lançamento que não figurou nas paradas ou que não foi lançado naquele território. |      |                               |                               |                               |                               |                               |                               |                               |                               |                               |                               |                                                                                       |              |

### Como artista convidado
| "Ahora Lloras Tú" (Ana Mena feat. CNCO)                                                         | 2017 | — | — | —  | 92 | — | ASA                                               |
| "Princesa" (Río Roma feat. CNCO)                                                                | 2017 | — | 6 | 11 | —  | 9 | Eres la Persona Correcta en el Momento Equivocado |
| "Todo Cambio" (remix) (Becky G feat. CNCO)                                                      | 2017 | — | — | —  | 94 | — | Single sem álbum                                  |
| "—" indica um lançamento que não figurou nas paradas ou que não foi lançado naquele território. |      |   |   |    |    |   |                                                   |

## Participações como convidado
| Título                           | Ano  | Outro(s) artista(s) | Álbum  |
| -------------------------------- | ---- | ------------------- | ------ |
| "Casi Nada (remix de Nando Pro)" | 2016 | Karol G             | Nenhum |
| "Súbeme La Radio" (remix)        | 2017 | Enrique Iglesias    | Nenhum |